# Гессдаленські вогні
Вогні Гессдалена — це вогні незрозумілого походження, що спостерігаються у 12-кілометровій ділянці долини Гессдален у сільській центральній Норвегії.

## Історія та опис
Вогні Гессдалена невідомого походження. Вони з'являються і вдень, і вночі, і виглядають так, ніби пливуть через долину і над нею. Зазвичай вони яскраво-білі, жовті або червоні і можуть з'являтися над і під горизонтом. Тривалість явища може становити від однієї секунди до понад години. Іноді вогні рухаються з величезною швидкістю; в інший час вони повільно коливаються туди-сюди. В інших випадках зависають у повітрі.
Незвичайні вогні спостерігаються принаймні з 1930-х рр. Особливо висока активність відбулася в період з грудня 1981 р. До середини 1984 р., Під час якого вогні спостерігали 15–20 разів на тиждень, що приваблювало багатьох туристів на ніч, які приїхали на огляд. Станом на  2010, кількість спостережень зменшилася, щорічно проводилось лише 10-20 спостережень.

## Дослідження
Починаючи з 1983 року, тривають наукові дослідження, іменовані як «Проєкт Гессдален», ініційований НЛО-Норвегія та НЛО-Швеція. Цей проєкт був активним під час польових досліджень протягом 1983—1985 років. Група студентів, інженерів та журналістів співпрацювала як «Проект трикутника» у 1997—1998 роках і записувала вогні у формі піраміди, яка відскакувала вгору та вниз.

## Гіпотези
Незважаючи на триваючі дослідження, переконливого пояснення цього явища немає. Однак є численні робочі гіпотези та ще більше спекуляцій.
1. Одне з можливих пояснень описує це явище як горіння неясної природи, що включає водень, кисень та натрій, і відбувається в Гессдалені через великі тамтешні родовища скандію.
2. Одна з останніх гіпотез говорить про те, що вогні утворюються кластером макроскопічних кулонівських кристалів у плазмі, що утворюється іонізацією повітря і пилу альфа-частинками під час розпаду радону в запиленій атмосфері. Декілька фізичних властивостей, включаючи коливання, геометричну структуру та спектр світла, що спостерігаються у світлах Гессдалена (HL), можна пояснити за допомогою пилової плазмової моделі. Розпад радону утворює альфа-частинки (відповідальні за викиди гелію в спектрі HL) та радіоактивні елементи, такі як полоній. У 2004 році Массімо Теодорані описав випадок, коли в районі, де було повідомлено про велику світлову кулю, було виявлено вищий рівень радіоактивності на скелях. Комп'ютерне моделювання показує, що пил, занурений в іонізований газ, може організуватися у подвійні спіралі, як деякі явища вогнів Гессдалена; в цій структурі можуть утворюватися також пилові плазми.

Були проведені низку спостережень, які виявили, що вогнями були також астрономічні тіла, літаки, фари автомобіля та міражі.